# Amblygobius esakiae
Amblygobius esakiae là một loài cá biển thuộc chi Amblygobius trong họ Cá bống trắng. Loài này được mô tả lần đầu tiên vào năm 1939.

## Từ nguyên
Từ định danh esakiae được đặt theo tên của Teiso Esaki (1899–1957), nhà côn trùng học người Nhật đến từ Đại học Kyushu, người đã thu thập mẫu định danh của loài cá này.

## Phân bố và môi trường sống
A. esakiae có phân bố nhỏ hẹp ở Tây Thái Bình Dương, từ Trung Indonesia trải dài về phía đông đến Papua New Guinea và quần đảo Solomon, phía bắc đến Philippines và Palau. Các ghi nhận của A. esakiae tại Biển Đỏ có thể là một loài chưa được mô tả.
A. esakiae sống trên nền phù sa, bùn cát của bãi bùn ven rừng ngập mặn và trên các rạn san hô gần bờ, được tìm thấy ở độ sâu đến ít nhất là 15 m.

## Mô tả
Chiều dài cơ thể lớn nhất được ghi nhận ở A. esakiae là 8,5 cm. Cá có màu nâu cam sẫm đến xám xanh lam với các chấm đen đặc trưng trên mõm. Đầu có nhiều vệt nâu đỏ. Có vạch nâu trên nắp mang và gốc vây ngực. Vây đuôi hình mũi giáo. Vây lưng trước và sau có chiều cao bằng nhau. Vảy bao phủ phần trên của nắp mang, không có vảy ở má.
A. esakiae có kiểu hình gần giống với Amblygobius calvatus, nhưng A. calvatus có sọc giữa thân rất rõ, còn sọc giữa thân của A. esakiae chỉ kéo dài đến nửa thân trước. Đốm nắp mang của A. calvatus có hình oval và to hơn A. esakiae (vốn chỉ là một vạch ngắn). Cả hai đều nằm trong nhóm loài Amblygobius nocturnus.
Số gai ở vây lưng: 6–7; Số tia ở vây lưng: 14–15; Số gai ở vây hậu môn: 1; Số tia ở vây hậu môn: 16.

## Sinh thái
A. esakiae sống theo cặp.

## Thương mại
A. esakiae được đánh bắt trong ngành buôn bán cá cảnh.